# Nancy Benoit
Pour les articles homonymes, voir Benoît et Woman.
Nancy Elizabeth Benoit, née Toffoloni le 21 mai 1964 à Boston et morte le 22 juin 2007 à Fayetteville (Géorgie) est une valet (femme manager de catch) américaine. Elle est connue pour ses apparitions à la World Championship Wrestling et à l'Extreme Championship Wrestling. Elle met un terme à sa carrière en 1997 et épouse le catcheur Chris Benoit en 2000. Le 22 juin 2007, son mari la tue ainsi que leur fils de sept ans avant de se suicider.

## Jeunesse
Nancy Elizabeth Toffolini grandit en Floride à DeLand et obtient son diplôme de fin d'étude secondaire au DeLand High School. C'est dans ce lycée qu'elle rencontre Jim Daus qui va devenir son premier mari. Elle devient mannequin et pose pour le magazine Wrestling All-Stars,. Durant cette période, elle pose aussi nue pour le magazine Hustler qui publie ses photos après sa mort au printemps 2008. En parallèle à ses activités de mannequin, elle travaille aussi ponctuellement pour la Championship Wrestling from Florida où elle vend des programmes avant les spectacles de catch. 

## Carrière de valet

### Débuts à laChampionship Wrestling from Florida(1984-1987)
Nancy Daus rencontre le catcheur Kevin Sullivan grâce à son travail de mannequin et à la Championship Wrestling from Florida. Ce dernier lui propose de d’intégrer le clan satanique The Army Of Darkness qu'il dirige. Elle prend le nom de Fallen Angel et accompagne Sullivan que ce soit lors de ses apparitions en Floride puis dans d'autres territoires de la National Wrestling Alliance car Jim Crockett Promotions (en) rachète la Championship Wrestling from Florida en 1987,.

### World Championship Wrestling(1989-1990)
En 1989, Kevin Sullivan fait venir sa femme à la World Championship Wrestling où elle incarne Robin Green, une fan mark de Rick Steiner,. Elle devient la valet des Steiner Brothers (Rick et son frère Scott Steiner). Le 12 septembre au cours de Clash of the Champions VIII: Fall Brawl, les frères Steiner et Missy Hyatt (en) lui en veulent après la défaite des Steiner face à The Fabulous Freebirds (Michael Hayes et Jimmy Garvin. 
Elle change de nom de ring pour celui de Woman et devient la valet de Doom (en) (Doom #1 et Doom #2), deux catcheurs afro-américain masqué pendant quelques mois. En 1990, elle accompagne le champion du monde poids lourd de la National Wrestling Alliance Ric Flair. 

## Vie privée
Nancy Elizabeth Toffolini épouse Jim Daus mais leur mariage est assez court. En 1985, elle épouse le catcheur Kevin Sullivan et ils divorcent en juin 1997. Elle se met en couple avec le catcheur Chris Benoit. Ils ont un fils du nom de Daniel né en février 2000 et ils se marient en décembre de cette même année. En 2003, elle demande le divorce car son mari est violent avant de se raviser.
Lors d'une conférence de presse le 26 juin, le procureur du comté de Fayette, Scott Ballard, a déclaré que Chris Benoit avait tué sa femme et son fils et s'était ensuite suicidé. Une Bible a été laissée près du corps de Nancy, qui est morte par asphyxie. Son fils Daniel est également mort par asphyxie. D'après les éléments de l'enquête, Chris Benoît a tué Nancy le vendredi, Daniel le samedi, puis s'est asphyxié avec le cordon d'une machine de musculation dans son sous-sol le dimanche.